# Sidi Boubker
Sidi Boubker  (in arabo سيدي بوبكر‎?) è un centro abitato e comune rurale del Marocco situato nella provincia di Rehamna, regione di Marrakech-Safi. Conta una popolazione di 6 145 abitanti (censimento 2014).